# José Bolivar Piedra Aguirre
José Bolivar Piedra Aguirre (* 25. November 1965 in Nabón, Provinz Azuay) ist ein ecuadorianischer römisch-katholischer Geistlicher und Bischof von Riobamba.

## Leben
José Bolivar Piedra Aguirre besuchte die Schule in seiner Heimatstadt. Anschließend studierte er Philosophie und Katholische Theologie am Priesterseminar San León Magno in Cuenca. Piedra Aguirre empfing am 24. März 1990 in Nabón das Sakrament der Priesterweihe für das Erzbistum Cuenca.
Piedra Aguirre wirkte zunächst als Pfarrer der Pfarreien San Pablo in Guarainag und San Vicente in Palmas, bevor er 1992 Pfarrer der Pfarrei Santiago in Gualaceo und 1998 zudem Pfarrer der Pfarrei San Andrés in Jadán wurde. 1998 wurde José Bolivar Piedra Aguirre für weiterführenden Studien nach Spanien entsandt, wo er an der Theologischen Fakultät San Vicente Ferrer in Valencia ein Lizenziat im Fach Katholische Theologie erwarb und 2005 zum Doktor der Theologie promoviert wurde. Nach der Rückkehr in seine Heimat wurde er 2006 Pfarrer der Pfarrei Sagrado Corazón de Jesús in Cuenca und Professor am Priesterseminar San León Magno. Von 2007 bis 2011 war José Bolivar Piedra Aguirre zudem als Verantwortlicher für die Stadtpastoral und Koordinator der Priesterseelsorge im Erzbistum Cuenca tätig. Ab 2011 war er zusätzlich Generalvikar und ab 2014 Verantwortlicher für die Pastoral. Ferner wurde er Mitglied des Priesterrats, des Konsultorenkollegiums und des Vermögensverwaltungsrats. Daneben war Piedra Aguirre von Dezember 2015 bis August 2016 war er Diözesanadministrator des Erzbistums Cuenca.
Am 20. Mai 2019 ernannte ihn Papst Franziskus zum Titularbischof von Maronana und zum Weihbischof in Cuenca. Der Erzbischof von Cuenca, Marco Pérez Caicedo, spendete ihm am 6. Juli desselben Jahres in der Kathedrale Inmaculada Concepción in Cuenca die Bischofsweihe; Mitkonsekratoren waren der Apostolische Nuntius in Ecuador, Erzbischof Andrés Carrascosa Coso, und der Erzbischof von Guayaquil, Luis Gerardo Cabrera Herrera OFM. Sein Wahlspruch Ut unum sint („Damit sie eins seien“) stammt aus Joh 17,22 . Am 28. April 2021 wurde José Bolivar Piedra Aguirre zudem Apostolischer Administrator des vakanten Bistums Riobamba.
Papst Franziskus bestellte ihn am 21. September 2022 zum Bischof von Riobamba. Die Amtseinführung erfolgte am 12. November desselben Jahres.